# نگانگلام (بوتان)
نگانگلام (به لاتین: Nganglam) یک منطقهٔ مسکونی در بوتان (کشور) است که در Pemagatshel District واقع شده‌است.
 نگانگلام  ۲٬۴۱۸ نفر جمعیت دارد و ۱۴۵ متر بالاتر از سطح دریا واقع شده‌است.